# Ковалик (Вармінсько-Мазурське воєводство)
Ковалик (пол. Kowalik, нім. Waldburg) — село в Польщі, у гміні Розоги Щиценського повіту Вармінсько-Мазурського воєводства.
Населення — 173 особи (2011).
У 1975-1998 роках село належало до Остроленцького воєводства.

## Демографія
Демографічна структура станом на 31 березня 2011 року:
|          | Загалом | Допрацездатний вік | Працездатний вік | Постпрацездатний вік |
| -------- | ------- | ------------------ | ---------------- | -------------------- |
| Чоловіки | 83      | 21                 | 53               | 9                    |
| Жінки    | 90      | 22                 | 53               | 15                   |
| Разом    | 173     | 43                 | 106              | 24                   |